# آلاداش
آلاداش (به لاتین: Aladash) یک منطقهٔ مسکونی در روسیه است که در شهرستان کوراخسکی واقع شده‌است.